# Antennella curvitheca
Antennella curvitheca is een hydroïdpoliep uit de familie Halopterididae. De poliep komt uit het geslacht Antennella. Antennella curvitheca werd in 1937 voor het eerst wetenschappelijk beschreven door Fraser. 